# Jean (Renneteau)
Jean (světským jménem: Jean Pierre René Marcel Renneteau; * 13. listopadu 1942, Bordeaux) je francouzský duchovní Ruské pravoslavné církve, metropolita dubninský a správce Archiepiskopie západoevropských farností ruské tradice.

## Život
Narodil se 13. listopadu 1942 v Bordeaux.
V letech 1967–1974 studoval na Pravoslavném teologickém ústavu svatého Sergeje v Paříži.
Roku 1973 byl arcibiskupem syrakuským Georgijem (Tarasovem) rukopoložen na diákona a následující rok na jereje.
Roku 1976 se stal představeným chrámů Životodárné Trojice a velikomučednice Kateřiny v Pravoslavném centru Konstantinopolského patriarchátu v Chambésy a byl zařazen do kléru metropolie Švýcarsko patřící do jurisdikce Konstantinopolského patriarchátu.
Dne 13. února 2015 jej Svatý synod Konstantinopolského patriarchátu zvolil biskupem charioupoliským a vikářem exarchátu farností ruské tradice v Západní Evropě. Dne 3. března 2015 byl v chrámu svatého Jiří v Istanbulu oficiálně jmenován biskupem a 15. března proběhla v chrámu svatého Pavla v Chambésy jeho biskupská chirotonie. Světiteli byli metropolita švýcarský Ieremias (Kalligiorgis), arcibiskup telmessoský Job (Getcha) a biskup lampsakoský Makarios (Pavlidis).
Dne 28. března 2016 byl zvolen správcem Západoevropského exarchátu. Dne 20. dubna byla tato volba na zasedání Svatého synodu schválena. Dne 26. května 2016 proběhla v chrámu svatého Alexandra Něvského v Paříži jeho slavnostní intronizace. Intronizace se zúčastnil např. metropolita Francie Emmanouil (Adamakis), arcibiskup ženevský a západoevropský Michel (Donskoff) (Ruská pravoslavná církev v zahraničí), biskup neamțský Marc (Alric) (Rumunská pravoslavná církev), biskup rigionský Eirinaios (Avramidis) či biskup troadský Petros (Bozinis).
Dne 27. listopadu 2018 Svatý synod rozhodl o zrušení exarchátu.
Ve dnech 29. až 30. srpna 2019 byl Svatým synodem odvolán od spravování farností zrušeného exarchátu. Důvodem bylo jeho přání připojit se k Moskevskému patriarchátu.
Dne 7. září 2019 většina duchovních hlasovala pro připojení k Ruské pravoslavné církvi. Dne 14. září byla odeslána výzva patriarchovi moskevskému o připojení k patriarchátu.
Dne 14. září Svatý synod zvažoval připojení bývalého exarchátu a rozhodl přijmout arcibiskupa Jeana do své jurisdikce s udělením titulu arcibiskup dubninský.
Dne 7. října 2019 byla rozhodnutím Svatého synodu rozhodnutí o připojení k patriarchátu.
Dne 3. listopadu 2019 předal patriarcha moskevský Kirill patriarchální a synodální tomos o obnovení jednoty s Moskevským patriarchátem. Stejného dne byl povýšen na metropolitu.